# Anthrenus auratus
Anthrenus auratus is een keversoort uit de familie spektorren (Dermestidae). De wetenschappelijke naam van de soort werd in 1979 gepubliceerd door Zhantiev.